# Wellman Valley
Das Wellman Valley ist ein größtenteils eisfreies Tal in den Darwin Mountains des Transantarktischen Gebirges. Es liegt unmittelbar östlich des Midnight-Plateaus und nördlich des Mount Ash. 
Wissenschaftler einer von 1962 bis 1963 durchgeführten Kampagne der neuseeländischen Victoria University’s Antarctic Expeditions erkundeten und benannten es. Namensgeber ist der neuseeländische Geologe Harold William Wellman (1909–1999), der an drei Kampagnen dieser Forschungsreihe beteiligt war.